# Yuna & Stitch
Yuna & Stitch (jap. スティッチ！, Sutitchi! für Stitch!) ist eine Anime-Fernsehserie aus den Jahren 2008 bis 2011. Die Serie ist eine Fortsetzung der Zeichentrickserie Lilo & Stitch.

## Inhalt
Yuna ist eine Karate-Meisterin, die mit ihrer Großmutter zusammen in Japan lebt. Plötzlich wird sie von der Nachricht überrascht, dass ein blaues Monster in der Stadt für Unruhe sorgt. Sie macht sich gleich auf den Weg, um den „Störenfried“ zu finden. Sie spürt das blaue Monster im Wald auf. Es handelt sich dabei aber um Stitch, einen Außerirdischen, der nach einem Abstecher nach Hawaii jetzt Japan unsicher macht. Nach anfänglichen Schwierigkeiten und einigen brenzligen Situationen finden die beiden aber Gefallen aneinander, vertragen sich und werden schließlich sogar zu besten Freunden.

## Produktion und Ausstrahlung
Die Serie wurde 2008 mit zunächst 26 Folgen von Studio Madhouse im Auftrag von Walt Disney Television International Japan produziert. Regie führte Masami Hata, das Charakterdesign entwarfen Ken’ichi Shimizu und Yoshinori Kanemori, für die künstlerische Leitung waren Hisashi Ikeda, Kaoru Ida und Yukio Abe verantwortlich. Die Ausstrahlung der ersten Staffel erfolgte vom 8. Oktober 2008 bis zum 26. Juni 2009 beim Network TXN, gleichzeitig auf den Sendern TV Tokyo, TV Hokkaidō, TV Aichi, TV Ōsaka, TV Setouchi, TVQ Kyūshū. Mit einer Woche Versatz folgte Okinawa TV. Eine landesweite Ausstrahlung erfolgte ab 7. Dezember 2008 auf dem japanischen Disney Channel.
Vom 13. Oktober 2009 bis 29. Juni 2010 folgte eine zweite Staffel mit 30 Folgen namens Stitch! – Itazura Alien no Daibōken (スティッチ! 〜いたずらエイリアンの大冒険〜, Sutitchi! – Itazura Eirian no Daibōken, wörtlich: „Stitch! – Die großen Abenteuer des Unfug treibenden Aliens“) auf TV Asahi. Kaoru Ida war nicht mehr für die künstlerische Leitung tätig.
Eine dritte Staffel namens Stitch! – Zutto Saikō no Tomodachi (スティッチ! 〜ずっと最高のトモダチ〜, Sutitchi! – Zutto Saikō no Tomodachi) wurde vom Studio Shin’ei Dōga produziert, womit ein Mitarbeiterwechsel stattfand. Regisseur war Tetsuo Yasumi, während das Character Design von Sachiko Ōhashi stammt. Die 30 Folgen wurden vom 6. Juli 2010 bis 8. März 2011 auf TV Asahi gesendet.
Der Anime wurde unter anderem auch ins Englische, Spanische, Portugiesische und Tagalog übersetzt. Die deutsche Erstausstrahlung der ersten Staffel fand vom 10. April bis 4. August 2010 bei Disney Channel statt und basiert auf der englischen Fassung. Daher finden sich darin umfangreiche Dialog- und Handlungsänderungen im Vergleich zur japanischen Fassung. Die japanischen Folgen 4 und 9, 11 und 12, 21 und 14, 16 und 19 wurden in der englischen und damit auch deutschen Fassung zu jeweils einer Folge zusammengeschnitten. Daher haben die englische und deutsche Fassung nur 22 Folgen.
Die deutsche Fassung der zweiten Staffel wird seit dem 2. Mai 2011 auf dem Disney Channel ausgestrahlt.

### Synchronisation
| Rolle    | Japanischer Sprecher (Seiyū) | Deutscher Sprecher |
| -------- | ---------------------------- | ------------------ |
| Stitch   | Kōichi Yamadera              | James Gardiner     |
| Yuna     | Motoko Kumai                 | Luisa Wietzorek    |
| Jamba    | Shozo Iizuka                 | Roland Hemmo       |
| Pliiklii | Yūji Mitsuya                 | Oliver Rohrbeck    |

### Musik
Die Musik der ersten beiden Staffeln der Serie komponierte Yoshihisa Suzuki. In der dritten Staffel stammt die Musik von Kōtarō Nakagawa. In der englischen und damit deutschen Fassung wurde die Musik durch eine von Thorsten Laewe komponierte ausgetauscht.
Die japanischen Vorspanntitel sind:
- Ichariba Ohana (イチャリバオハナ; Staffel 1) von Begin
- SMILE (Staffel 2, Folgen 27–34) von kimaguren
- rodeo star mate (Staffel 2, Folgen 37–39, 42–45)  von The Pillows
- Minamikaze to Taiyō (南風と太陽; Staffel 2, ab Folge 46) von Mongol800
- Minna no Yume (みんなのゆめ; Staffel 3) von Ruriko Kojima feat. Chihiro Ozawa

Die japanischen Abspanntitel sind:
- Izayoi Yoi (イザヨイヨイ; Staffel 1, Folgen 1–13) von Begin and Kanako Hatoma
- Stitch is Coming (Staffel 1, Folgen 14–26) von bless4
- Stitch Acer (スティッチ・エイサー; Staffel 2) von Lover’s Soul
- Minna Stitch Tomodachi! (みんなスティッチともだち!; Staffel 3) von Syuhei

## Manga
Zum Anime erschien 2009 auch eine Umsetzung der Geschichte als Manga von Yumi Tsukirino. Die Serie umfasst zwei Sammelbände und erschien im Juni und August 2023 bei Carlsen Manga auf Deutsch. Die Übersetzung stammt von Christian Heiß.